# Kreidler

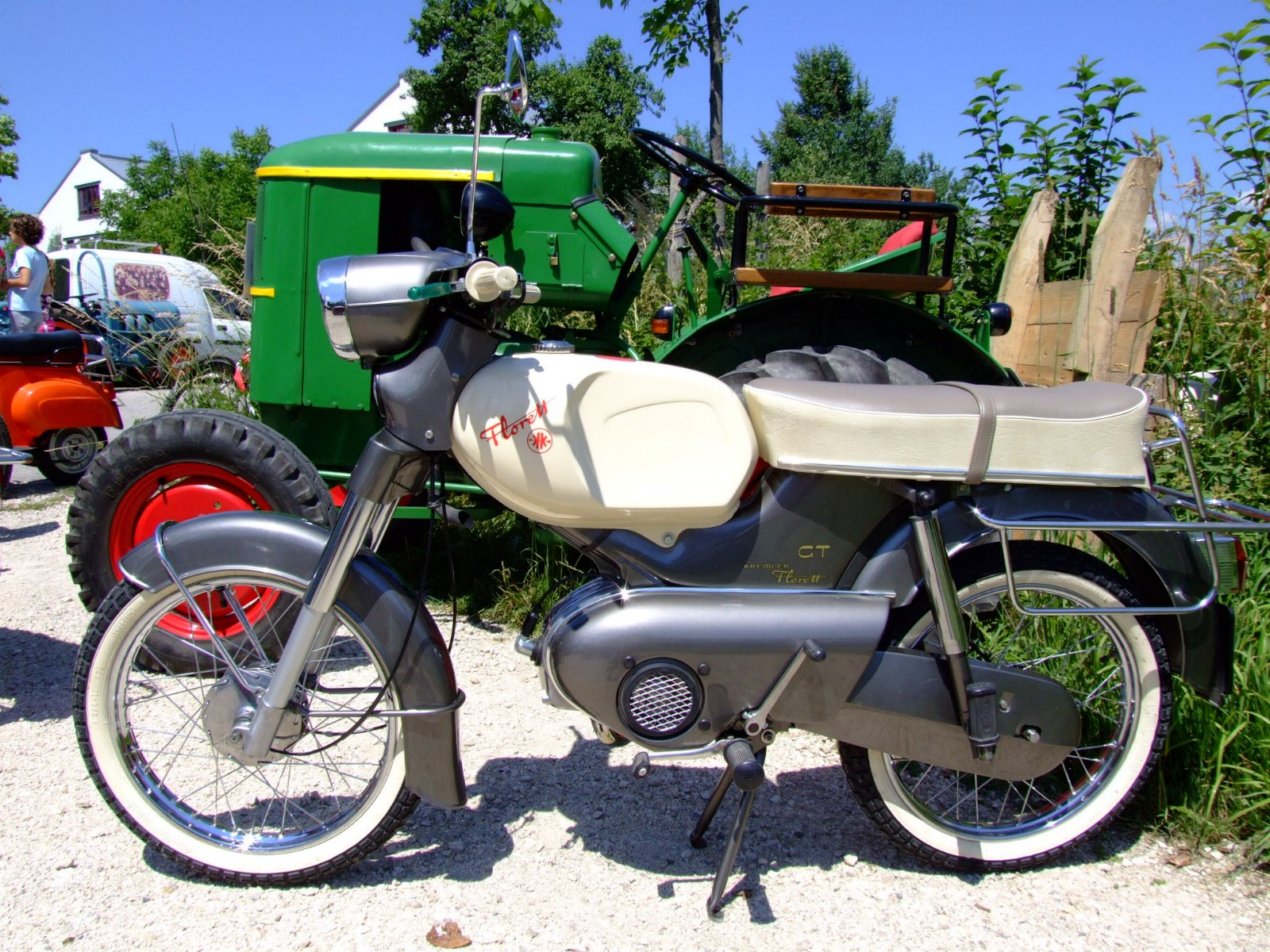
Uma Kreidler Florett GT de 1967.

A Kreidler foi uma empresa alemã fundada como Stuttgarter Telegraphendraht- und Kabelfabrik A. Kreidler em 1899 por Anton Kreidler. Embora tenha se tornado conhecida como fabricante de ciclomotores e motocicletas, principalmente durante os anos 1970 e início dos anos 1980 por constantemente disputar o título do campeonato mundial de motovelocidade, a empresa passou os seus primeiros cinquenta anos fabricando materiais de origem metálica para outros setores da indústria.
Tendo se especializada no desenvolvimento de motores de baixa cilindrada, entre 50 e 80 cm³, a empresa reinou como uma das principais fabricantes durante os anos 1970 e início dos anos 1980 no campeonato mundial, obtendo dez títulos de construtores nas 50cc (1971-1975, 1977, 1979-1980 e 1982-1983), e outros oito títulos de pilotos, com os renomados Jan de Vries (1971 e 1973), Henk van Kessel (1974), Ángel Nieto (1975), Eugenio Lazzarini (1979 e 1980) e Stefan Dörflinger (1982 e 1983). A equipe também conquistou o título europeu nas 50cc com Hans Georg Anscheidt em 1961.
Apesar de seu sucesso durante anos no campeonato mundial, este não conseguiria evitar a falência da empresa em 1982, que viu suas vendas entrarem em declínio após o governo tornar mais rígidos os requisitos para se utilizar um ciclomotor, por conta de vários acidentes de jovens utilizando motos da empresa. Apesar disso, ela continuou correndo no mundial no ano seguinte, com o nome Krauser, obtendo os seus últimos títulos. O nome Krauser também ainda seria campeão com Dörflinger em 1985. Após a sua falência, os direitos sobre o nome Kreidler foram adquiridos por empresários e empresas, que o utilizaram para vender bicicletas, ciclomotores e motocicletas de origem terceirizada. Atualmente, ela pertence a Prophete, que detém várias marcas no mercado europeu.